# Steve Smith (baseball)
Pour les articles homonymes, voir Steve Smith et Smith.
Steven John Smith dit Steve Smith, né le 21 juillet 1953, à Canton (Ohio), est un joueur américain de baseball de Ligues mineures devenu manager en Ligues mineures puis instructeur en Ligue majeure.

## Carrière

### Joueur
Après des études supérieures à l'université Pepperdine de Malibu (Californie), Steve Smith est drafté en juin 1976 par les Padres de San Diego.
Il évolue en Ligues mineures au poste d'arrêt-court pendant sept saisons (1976-1982) au sein de l'organisation des Padres de San Diego, notamment sous les couleurs des Islanders d'Hawaï, en Triple-A, de 1979 à 1982.
En Ligues mineures, Smith compte 686 matches joués, principalement au 2e but ou comme arrêt-court. Il prend même part à une rencontre comme lanceur avec Hawaii en 1979. Il reste deux manches sur le monticule, pour un retrait sur des prises et deux coups sûrs accordés. Au bâton, il affiche une moyenne de 0,249 pour 14 coups de circuit.

### Entraîneur
Steve Smith se reconvertit dans l'encadrement en occupant le poste de manager en Ligues mineures pendant douze saisons entre 1983 et 2000. Il mène les Las Vegas 51s au titre de champion de Pacific Coast League en 1988 et les Indians d'Indianapolis au titre de champion l'International League en 2000.
Smith rejoint la Ligue majeure au poste d'instructeur de 3e but en 1998 chez les Mariners de Seattle. Il occupe ce poste pendant deux saisons avant de rejoindre les Rangers du Texas (2002-2006), toujours comme instructeur de 3e but. Ses résultats avec l'effectif des Rangers sont bons avec six gants dorés glanés par Mark Teixeira, Alex Rodriguez et Jimmy Rollins.
Il est nommé instructeur de 3e but chez les Phillies de Philadelphie le 27 novembre 2006 et prend part à la belle campagne de 2008 conclue par la victoire en Série mondiale. Certains de ses appels sont toutefois très discutés dans l'environnement des Phillies et la relation avec le manager Charlie Manuel est tendue ; il est remercié après les festivités du titre.
Smith rejoint les Indians de Cleveland pour la saison 2010. Il est recruté comme instructeur de 3e but le 16 novembre 2009. Il demeure en poste jusqu'en 2012.